# 恩索克

恩索克是赤道畿內亞的城鎮，由韦莱-恩萨斯省負責管轄，位於該國大陸東南部，毗鄰與加蓬接壤的邊境，海拔高度545米，2005年人口估計約4,620。